# Les Chroniques des Chasseurs d'Ombres
Les Chroniques des Chasseurs d'Ombres (titre original : The Shadowhunter Chronicles) est une franchise littéraire, écrite par Cassandra Clare. Lancée en novembre 2007 aux États-Unis avec la série La Cité des ténèbres, elle est composée de cinq séries, dont deux à venir.

## Présentation générale
La franchise prend place dans un univers où la mythologie et le fantastique rencontrent le monde réel. Elle met en scène des Chasseurs d'Ombres, des anges, des fées, des vampires, etc. Elle prend place dans des villes réelles mais aussi fictives comme Idris, la terre natale des Chasseurs d'Ombres.

## Séries

### SérieThe Mortal Instruments(anciennementLa Cité des ténèbres)
Première série de la franchise, mais chronologiquement la troisième, c'est aussi la plus connue. D'abord éditée sous le titre La Cité des ténèbres, elle est rééditée en français depuis 2013 sous son titre original The Mortal Instruments. Clary découvre le Monde Obscur au côté de son ami Simon et des Chasseurs d'Ombre de New York : Jace, Alec et Isabelle.
1. La cité des ténèbres, Pocket Jeunesse, 2008 ((en) City of Bones, 2007)Réédité en 2013 sous le titre La Cité des ténèbres
2. La cité des cendres, Pocket Jeunesse, 2009 ((en) City of Ashes, 2008)Réédité en 2013 sous le titre La Cité des cendres
3. La cité de verre, Pocket Jeunesse, 2010 ((en) City of Glass, 2009)Réédité en 2013 sous le titre La Cité de verre
4. La cité des Anges déchus, Pocket Jeunesse, 2012 ((en) City of Fallen Angels, 2011)Réédité en 2013 sous le titre La Cité des anges déchus
5. La Cité des âmes perdues, Pocket Jeunesse, 2014 ((en) City of Lost Souls, 2012)
6. La Cité du feu sacré, Pocket Jeunesse, 2015 ((en) City of Heavenly Fire, 2014)

### SérieThe Mortal Instruments - Les Origines
Deuxième série de la franchise, chronologiquement la première, La Cité des ténèbres : Les Origines se déroule avant la première série et prend place à l'époque victorienne de Londres — en 1878, plus précisément — et met en scène les générations antérieures de plusieurs des familles de Chasseurs d'Ombres qui figurent dans La Cité des ténèbres, mais est surtout centrée sur Tessa Gray. La série compte trois tomes, tous parus à ce jour.
1. L'Ange mécanique, Pocket Jeunesse, 2012 ((en) Clockwork Angel, 2011)
2. Le Prince mécanique, Pocket Jeunesse, 2014 ((en) Clockwork Prince, 2011)
3. La Princesse mécanique, Pocket Jeunesse, 2015 ((en) Clockwork Princess, 2013)

### SérieThe Mortal Instruments - Renaissance
Troisième série de la franchise, chronologiquement la quatrième, The Mortal Instruments - Renaissance (en anglais The Dark Artifices) se déroule à Los Angeles et met en vedette deux personnages du sixième et dernier tome de La Cité des ténèbres, Emma et Julian, deux Parabatai. Elle prend place cinq ans après la fin de la série La Cité des ténèbres.
1. La Princesse de la nuit, Pocket Jeunesse, 2017 ((en) Lady Midnight, 2016)
2. Le prince des ténèbres, Pocket Jeunesse, 2018 ((en) Lord of Shadows, 2017)
3. La Reine de l'air et des ombres, Pocket Jeunesse, 2019 ((en) Queen of Air and Darkness, 2018)Paru en français en deux tomes

### SérieThe Mortal Instruments - La Malédiction des anciens
Centrée sur Magnus Bane, la série débute lors du voyage de Magnus et Alec dans le quatrième tome de La Cité des ténèbres et suit plusieurs aventures inédites du sorcier. Elle est écrite par Cassandra Clare avec l'aide de Wesley Chu (en). Elle est composée de trois romans.
1. Les Parchemins rouges, Pocket Jeunesse, 2020 ((en) The Red Scrolls of Magic, 2019)
2. Le Livre Blanc, Pocket Jeunesse, 2021 ((en) The Lost Book of the White, 2020)
3. (en) The Black Volume of the DeadÀ paraître

### SérieThe Mortal Instruments - Les Dernières Heures
Quatrième série de la franchise, chronologiquement la deuxième, cette trilogie se déroule entre Les Origines et La Cité des ténèbres. Elle prend place à Londres et Paris en 1903 et met en scène la fille de Tessa Gray.
1. La Chaîne d'or, Pocket Jeunesse, 2021 ((en) Chain of Gold, 2020)
2. La Chaîne de fer, Pocket Jeunesse, 2022 ((en) Chain of Iron, 2021)
3. La Chaîne d'épines, Pocket Jeunesse, 2023 ((en) Chain of Thorns, 2023)

### SérieThe Wicked Powers
Cinquième série de la franchise, elle sera aussi la dernière. Elle se déroulera quelques années après Renaissance et servira de conclusion à la franchise. Elle y retrouvera les mêmes personnages que la série de Renaissance ainsi que ceux de la série La Cité des Ténèbres. 
Clare a annoncé les titres des nouveaux romans à une convention le 5 décembre 2023.
1. The Last King of Faerie
2. The Last Prince of Hell
3. The Last Shadowhunters

Ces romans sont encore en correction et aucune date de sortie n'a été annoncée par l'autrice.  

## Livres Companions

### Codex: le guide du Chasseur d'Ombres
Ce livre a été écrit par Cassandra Clare avec l'aide de Joshua Lewis, il sert de compagnon au lecteur pour comprendre la mythologie de la franchise ainsi que son bestiaire et les différents termes employés par les personnages. Bien que plusieurs extraits aient été publiés par l'éditeur Pocket Jeunesse, ce livre reste inédit en France.

### Shadowhunters and Downworlders
Édité par Cassandra Clare, c'est un recueil d'essais autour de l'univers et des personnages de la franchise écrit par plusieurs auteurs de littérature pour jeunes adultes. Il est inédit en France.

### Les Chroniques de Bane
Recueil de dix nouvelles autour du personnage de Magnus Bane de la série La Cité des ténèbres. Pour ce recueil, Cassandra Clare est rejointe par Sarah Rees Brennan et Maureen Johnson (en). En France, les nouvelles ont été publiées séparément en édition digitale.

### Tales From the Shadowhunter Academy
Recueil de dix nouvelles se déroulant dans l'univers de la franchise et principalement dans celui de la série La Cité des ténèbres et tournant autour du personnage de Simon Lewis. Comme pour Les Chroniques de Bane, Cassandra Clare a invité plusieurs auteurs à participer à son écriture. Il est inédit en France.

### A History of Notable Shadowhunters & Denizens of Downworld
Ce livre est un recueil de croquis, peintures, dessins et autres illustrations réalisés par Cassandra Jean, accompagnés de textes de Cassandra Clare. Il est inédit en France.

## Univers de la franchise

### Bestiaire

#### Nephilim

##### Chasseur d'ombres
Les Chasseurs d'Ombres sont des guerriers mi-anges, mi-humains, qui protègent les Terrestres (les humains "normaux") des démons. Ils sont aussi appelés les enfants de l’Ange et les Nephilim. L'ange Raziel a mélangé son propre sang à du sang humain dans la Coupe Mortelle, ceux qui avaient bu le sang de l’Ange devinrent des Chasseurs d’Ombres, ainsi que leurs descendants. Les enfants de l'Ange sont mortels et leur pouvoir vient des runes qu'ils marquent sur leur peau, bien que, même sans runes, ils aient une force et une agilité légèrement supérieures à celles des Terrestres. En général la première marque d'un enfant Nephilim est à douze ans. Les enfants de Chasseur d'Ombres et de Créatures Obscures ou Terrestres sont toujours Nephilim.

##### Frères Silencieux
Les Frères Silencieux sont des Nephilim. Ce sont des guérisseurs, des chercheurs, des prêtres et des archivistes. Ce sont eux qui s'occupent des Chasseurs d'Ombres. Pour renforcer leur esprit, ils utilisent de très puissantes runes inconnues des Chasseurs d'Ombres normaux. Ils doivent renoncer à une partie de leur humanité mais restent humains. Les Frères Silencieux sont immortels mais finissent enterrés vivants. Ils ne laissent pas de traces, ne projettent pas d'ombre, ne bougent pas la bouche pour parler et ne dorment pas. Ils communiquent avec l'esprit des gens. Ils vivent dans la Cité Silencieuse aussi appelée la Cité des Os.
La Loi contraint les Frères Silencieux à sceller leur bouche et leurs yeux avec des Marques. L'habit officiel des Frères Silencieux est une robe couleur parchemin ceinturée à la taille et dotée d'un capuchon.

##### Sœurs de Fer
Les Sœurs de Fer forgent le métal angélique, l'adamas, et d'autres métaux pour fabriquer les armes et les stèles des Chasseurs d'Ombres.
Elles vivent à la Citadelle Imprenable dont l’accès est interdit aux hommes. Elles sont encore plus retirées du monde que les Frères Silencieux. Ce sont des Nephilim.

#### Créatures Obscures
Les Créatures Obscures est le nom donné aux créatures qui ne sont qu’en partie démons : les loups-garous, les vampires, les sorciers et les fées.

##### Sorciers
Les sorciers aussi connus sous le nom de Enfants de Lilith. Ils sont issus de l'union d'un démon et d'un humain.
Les sorciers ont des pouvoirs magiques, plus ou moins puissants en fonction du sorcier.
Comme les vampires, ils sont stériles et immortels. Passé un certain âge, ils arrêtent de vieillir (cet âge varie, mais ils semblent tous être relativement jeunes). Les enfants de Lilith ont une marque de sorcier c'est-à-dire une différence physique notable avec les humains. Il peut s'agit d'une peau bleue, d'yeux de chats, de cornes, d'ailes...
Contrairement aux autres Créatures Obscures, les sorciers, bien qu'ils semblent plus ou moins garder le contact entre eux, ne vivent pas en société organisée (bien que les Grands Sorciers semblent avoir une certaine influence sur eux).
Il existe aussi des Ifrits. Ce sont des sorciers, sauf qu'ils n'ont pas de pouvoirs magiques et personnes ne sait pourquoi.
Il en existe une autre sorte, dont les membres ont des pouvoirs magiques et sont immortels, mais n'ont pas de marque de sorcier et peuvent avoir des enfants. Il s'agit des sorciers nés de l'union d'un Nephilim sans runes et d'un démon. Ils sont très rares, et le seul sorcier né de cette manière connu est Tessa Gray.

##### Vampires
Les vampires qu'on surnomme les Enfants de la Nuit sont tous humains à la naissance. Le vampirisme est un virus démoniaque. Ce sont des morts-vivants, mais ils sont immortels, et ont éternellement l'âge qu'ils avaient au moment de leur transformation. Les vampires ne peuvent pas avoir d'enfants, même s'ils sont en mesure de poursuivre leur lignée vampirique en changeant les humains en vampires.
La plupart des vampires sont pâles, gracieux et beaux.
Ils ont plusieurs pouvoirs. Ils sont beaucoup plus forts, rapides, et agiles que des humains (même des Nephilim). Leurs blessures cicatrisent très vite. Ils peuvent escalader facilement les surfaces verticales. Ils peuvent aussi, sans perdre leur intelligence, se transformer à volonté en rat, en chauve-souris ou en poussière.
Ils ont aussi de nombreuses faiblesses. Ils sont vulnérables au feu. La lumière du soleil les réduit en cendres. Les symboles religieux, ainsi que l'eau bénite, peut les brûler, et ils ne peuvent pas marcher sur une terre sanctifiée (les "jeunes" vampires sont même incapables de prononcer le mot "Dieu"). Ils sont surtout affectés par les symboles de leur propre foi : un vampire juif sera plus affecté par une étoile de David qu'un vampire qui ne serait pas juif. Ils peuvent être tués en étant poignardés dans le cœur, décapités, ou, éventuellement, vidés de leur sang.
Ils se nourrissent de sang. Contrairement à une croyance populaire chez les terrestres, une morsure de vampire ne transforme pas en vampire. En fait, non seulement une morsure de vampire n'est pas douloureuse et est même agréable, parce que leur salive contient une sorte de décontractant musculaire, mais en plus, encore à cause de la salive, elle augmente le nombre de globules rouges dans le sang, donc est bonne pour la santé.
Une transformation en vampire est un processus complexe. Un humain doit boire du sang de vampire. S'il a bu une grande quantité, il deviendra gêné par la lumière, et se sentira attiré par les vampires (ce seront ce qu'on appelle des assujettis). Si on laisse s'écouler assez de temps, le sang de vampire disparaît tout seul de son corps, et il redeviendra entièrement humain. Mais si se n'est pas le cas, il peut être transformé. Pour ça, il doit être mordu au moins une fois par un vampire (à cause de certaines propriétés de leur salive), tué, et vidé de son sang. Puis il faut enterré le cadavre. Le vampire pourra alors naître en creusant la terre pour sortir. Pendant les 24 prochaines heures, il lui faudra se nourrir de grandes quantités de sang, ou il mourra. Une fois ces 24 heures passées, et si le vampire est en vie, alors la Transformation est terminée. Les vampires transformés depuis relativement peu de temps sont appelés des "novices".
Certains vampires sont accompagnés d’assujettis. Il s'agit d'humains ayant bu assez de sang de vampire pour devenir des vampires. Les vampires qui créent des assujettis les utilisent comme serviteurs, et ils leur prennent du sang à volonté (Isabelle Lightwood a comparé les assujettis à des distributeurs de nourriture). Ils adorent leur maître, obéissent à tous ses ordres, et les accompagnent toujours. La plupart espèrent devenir eux-mêmes des vampires à leur mort. Ils sont nourris avec un mélange de sang de vampire et de sang animal, qui ralentit leur vieillesse, sans les rendre immortels (les assujettis de Camille Belcourt avaient au moins 200 ans au moment de leur mort).
Il existe une sous-espèce de vampires : les vampires diurnes. Ils sont identiques en tous points aux autres vampires, sauf qu'ils supportent la lumière du soleil aussi bien que n'importe quel humain. De plus, leur sang peut ramener un mort à la vie. Ils sont très rares (au début du XXIe siècle, il n'y en avait pas eu de nouveaux depuis un siècle). Comment ils sont créés n'est pas connu. Le seul vampire diurne connu a été créé après avoir bu le sang d'un Chasseur d'Ombres qui contenait une plus grande concentration de sang angélique que chez les autres Chasseurs d'Ombres.
Les vampires vivent en clans, chacun dirigé par un chef, lui-même ayant un commandant-en-second. En l’absence du chef, son commandant-en-second dirige le clan à sa place. Un vampire peut devenir chef d'un clan en tuant le chef actuel.
Les vampires ont toujours eu une rivalité avec les loups-garous (d'après Maia Roberts, c'est parce que le démon qui a créé les vampires et celui qui a créé les loups-garous se détestaient).

##### Loups-garous
Les loups-garous sont aussi appelés les Enfants de la Lune ou lycanthropes. On peut naître loup-garou (ça arrive parfois, quoiqu'assez rarement, lorsqu'au moins un des deux parents est un loup-garou) ou être transformé en étant mordu (apparemment, trois morsures de loup-garou sur quatre transforment en loup-garou). Ce sont des humains infectés par une maladie démoniaque (comme les vampires).
Les loups-garous peuvent se transformer en énormes loups. Les loups-garous qui ont été transformés depuis peu de temps ne se contrôlent pas sous leur forme de loup (qu'ils prennent pour la première fois à la pleine lune), et se transforment involontairement à chaque lune (pleine ou non). Mais lorsqu'ils apprennent à se contrôler, ils deviennent capables de résister à la plupart des phases du cycle lunaire, de se transformer à volonté, et de se contrôler lorsqu'ils ont leur forme de loup. Mais même les lycanthropes ayant ce niveau de contrôle sur eux-mêmes se transforment tout de même à la pleine lune.
Sous leur forme humaine, comme sous leur forme de loup, les loups-garous ont une vitesse, une force, et une capacité de cicatrisation surhumaines. Mais ils sont vulnérables à l'argent, qui les brûle.

##### Fées
Les fées sont des êtres mi-démon mi-ange. Les fées sont aussi surnommées le "Petit Peuple". Ce sont les plus anciennes Créatures Obscures et elles sont immortelles. Il existe plusieurs espèces de fées. Les fées ne peuvent mentir, c'est donc pour ça que le Petit Peuple est très manipulateur, disant certes toujours la vérité mais dans une version détournée.

#### Démons
Les démons sont des créatures nées dans une autre dimension.

##### Démons supérieurs
Les démons supérieur sont des anges déchus.

#### Terrestres
Les Terrestres sont des êtres humains ordinaires.

### Équipement et matériel des Chasseurs d'Ombres

#### Stèle
Une Stèle permet aux Chasseurs d'Ombres de tracer des runes.

#### Les instruments mortels
Les Instruments Mortels sont trois objets divins donnés par l'Ange Raziel à Jonathan Shadowhunter, le premier Nephilim (ou Chasseurs d'Ombres).

##### La Coupe Mortelle
La Coupe Mortelle sert à transformer les Terrestres en Chasseurs d'Ombres (L'Ascension). Elle sert également à contrôler les démons.

##### L’Épée Mortelle
L’Épée Mortelle, ou Maellartach, est conservée par les Frères Silencieux dans la Cité Silencieuse/des Os. Elle est suspendue au-dessus mur de la salle du conseil des Frères Silencieux. Elle est utilisée pour obliger un Nephilim à dire la vérité. Elle est, selon Clary, très lourde et froide.

##### Le Miroir Mortel
Le Miroir Mortel est le troisième des Instruments Mortels apportés par l'ange Raziel. Il se révèle en fait être le Lac Lynn, situé à Idris (ce lac était un passage que les démons utilisaient pour venir sur Terre, c'est également de ce lac que l'ange Raziel a surgi).
Tout chasseur d'ombre qui boit de l'eau de ce lac est sujet à des hallucinations qui deviennent progressivement fortes et peuvent l'entraîner à la folie ou la mort.

#### La coupe Infernale
La Coupe Infernale est l'équivalent démoniaque de la Coupe Mortelle. Elle est utilisée pour transformer les Chasseurs d'Ombres en Obscurs.

#### Grimoire
Le Grimoire est le livre qui recense toutes les runes. Il est aussi appelé « le Livre de Raziel ».

#### Poignards séraphiques
Les poignards séraphiques sont les armes principales des Nephilim. L'utilisateur doit invoquer un ange.

#### Détecteur
Le Détecteur permet de signaler la présence d'un démon. Il a été inventé par Henry Branwell dans The Mortal Instruments - Les Origines tome 3.

### Organisation et institution

#### Praetor Lupus
Les Praetor Lupus ont pour principal but d'aider les nouvelles créatures obscurs "orphelines" (ayant été mordu). Ses membres sont exclusivement des Loups-garous.

#### Meute de Loups-garous
Les Loups-garous vivent en meute. Dans chaque meute, il y a une hiérarchie avec le chef et son/ses second(s). On devient chef de meute après avoir tué l'ancien chef de meute dans un combat.

#### Clan de Vampire
Chaque grande ville possède son clan de vampire. Chaque clan a un chef de clan.

#### Institut
Dans toutes les grandes villes du monde les chasseurs d'ombre ont un Institut. Dans The Mortal Instruments - Les Origines, les principaux personnages vivent dans l'institut de Londres et dans La Cité des Ténèbres, ils vivent dans celui de New York.
Dans The Mortal Instruments - Renaissance, les principaux personnages vivent à l'Institut de Los Angeles 
Chaque institut est dirigé par un Nephilim, qui en est le directeur. Charlotte Branwell dirige institut de Londres en 1878 et Robert Lightwood celui de New York en 2007.

## Adaptations
En 2010, Constantin Film obtient les droits d'adaptation de la franchise et décide de lancer une adaptation de la série La Cité des ténèbres au cinéma. Le premier film, intitulé The Mortal Instruments : La Cité des ténèbres est réalisé par Harald Zwart et avec Lily Collins et Jamie Campbell Bower dans les rôles principaux (respectivement Clary et Jace). Le film est un échec au box-office ce qui pousse le studio à repousser l'adaptation du deuxième livre. Le film ne connaitra jamais de suite, le projet ayant été finalement annulé.
Diffusée entre 2016 et 2019 sur la chaine Freeform puis sur Netflix, la série télévisée Shadowhunters est la seconde adaptation de La Cité des ténèbres avec dans les rôles principaux Katherine McNamara et Dominic Sherwood. La série a été diffusée aux États-Unis du 12 janvier 2016 au 6 mai 2019. Pour le moment, il n'est pas prévu qu'elle intègre et adapte les autres séries de la franchise.